# Jean-Baptiste de Belloy-Morangle
Jean-Baptiste de Belloy-Morangle (Morangles, 9 ottobre 1709 – Parigi, 10 giugno 1808) è stato un cardinale e arcivescovo cattolico francese.

## Biografia
Jean-Baptiste de Belloy-Morangle nacque al castello di Morangles, presso Senlis, il 9 ottobre 1709, membro di una nobile ed antica famiglia. Era figlio di Philippe Sébastien de Belloy-Morangle e di Jeanne Louise d'Auchy. Due dei suoi fratelli entrarono nell'ordine dei Premonstratensi.
Dopo aver compiuto studi classici e teologici, entrò nel seminario di Saint-Sulpice di Parigi, dove studiò filosofia e teologia, laureandosi successivamente alla Sorbona in teologia nel 1736 e nuovamente alla Facoltà Teologica di Parigi nel 1737.
Ordinato sacerdote il 19 dicembre 1733 a Parigi, fu canonico della cattedrale di Beauvais per quindici anni, poi arcidiacono per quattro anni e vicario generale per sei. Nel 1749 ricevette in commendam un'abbazia nell'arcidiocesi di Avignone, per poi scambiarla con l'abbazia di Cormeilles, nella diocesi di Lisieux, nel 1766. Il 3 ottobre 1751 venne presentato dal re di Francia per la promozione episcopale alla sede di Glandèves.
Eletto quindi vescovo di Glandèves il 20 dicembre 1751, venne consacrato il 30 gennaio dell'anno successivo nella cappella del seminario di Saint-Sulpice di Parigi per mano di Étienne-René Potier de Gesvres, vescovo di Beauvais, assistito da Charles de Grimaldi, vescovo di Rodez, e da Henri de La Tour du Pin-Montauban, vescovo di Riez. Prese parte quindi all'Assemblea del Clero del 1755. Fu trasferito alla sede di Marsiglia dal 4 agosto 1755. Durante la Rivoluzione francese non accettò la Costituzione civile del clero del 1790 e si rifugiò a Cambly, non lontano dal suo paese di nascita, rifiutandosi categoricamente di abbandonare la Francia. Dimessosi dai suoi incarichi pastorali il 21 settembre 1801 sulla base del concordato tra Santa Sede e Impero, venne nominato dall'imperatore Napoleone Bonaparte arcivescovo di Parigi il 9 aprile 1802, cattedra che egli accettò dalle mani del cardinale delegato Giovanni Battista Caprara-Montecuccoli il 10 aprile 1802, e poi confermato dalla bolla pontificia del 14 settembre di quell'anno.

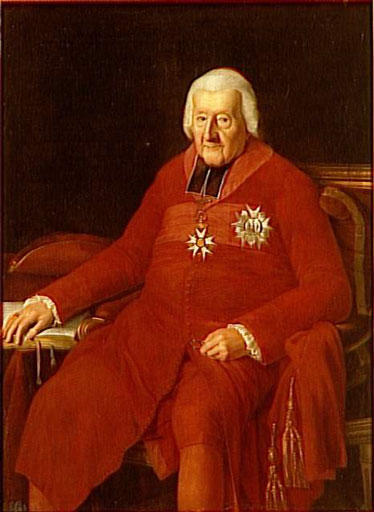
Jean-Baptiste de Belloy-Morangle in un ritratto di Laurent Dabos del 1806

Creato cardinale presbitero nel concistoro del 17 gennaio 1803, ricevette la berretta cardinalizia ed il titolo di San Giovanni a Porta Latina il 1º febbraio 1805. Nominato Senatore dell'Impero dal 2 febbraio 1805, ricevette la gran croce della Legion d'Onore e venne creato Conte dell'Impero Francese dal 1º marzo 1808. Venne accolto con grandi onori da papa Pio VII nella cattedrale parigina di Notre Dame, dove il pontefice si era recato per l'incoronazione del Bonaparte. Nel 1806 si preoccupò di riportare la famosa Corona di Spine nella Sainte-Chapelle di Parigi.
Morì il 10 giugno 1808 alla veneranda età di 98 anni. La sua salma venne esposta e poi sepolta nella cattedrale di Parigi: fu cantata la messa da Requiem di Wolfgang Amadeus Mozart e i funerali furono celebrati dal cardinale Jean-Siffrein Maury. Il suo monumento funebre fu commissionato da Napoleone Bonaparte, che aveva nei suoi confronti grande stima, e venne realizzato dallo scultore Louis Pierre Deseine.
Tra le tante doti che de Belloy ebbe, vi fu quella di essere l'inventore della percolazione, ovvero il processo di filtraggio del caffè.

## Genealogia episcopale e successione apostolica
La genealogia episcopale è:
- Cardinale Scipione Rebiba
- Cardinale Giulio Antonio Santori
- Cardinale Girolamo Bernerio, O.P.
- Arcivescovo Galeazzo Sanvitale
- Cardinale Ludovico Ludovisi
- Cardinale Luigi Caetani
- Vescovo Giovanni Battista Scanaroli
- Cardinale Antonio Barberini, O.S.Io.Hieros.
- Arcivescovo Charles-Maurice Le Tellier
- Arcivescovo Jean-Baptiste-Michel Colbert de Saint-Pouange
- Vescovo Olivier Jégou de Kervilio
- Arcivescovo Louis de La Vergne-Montenard de Tressan
- Cardinale Étienne-René Potier de Gesvres
- Cardinale Jean-Baptiste de Belloy-Morangle

La successione apostolica è:
- Vescovo François Joseph Hirn (1802)
- Vescovo Luc-Jean-Baptiste Bailly (1802)
- Vescovo Jean-François Demandolx (1803)
- Arcivescovo Étienne Parfait Martin Maurel de Mons (1805)
- Vescovo Jean-Paul Faudoas (1805)
- Vescovo Etienne-Célestin Enoch (1805)
- Vescovo Pierre-Vincent Dombideau de Crouseilhes (1805)